# Roubskoïe
Roubskoïe (en russe : Рубское) est un petit village en Russie situé dans le raïon de Kniaguinino de l'oblast de Nijni Novgorod. Il fait partie du conseil rural de Soloviovo qui comprend une population d'environ 1 500 habitants (dans les années 2020) répartis dans quinze villages, dont celui-ci.

## Géographie
Le village se trouve à 5 km au nord-nord-est à vol d'oiseau de la ville de Kniaguinino sur la route 22K0043 au sud-est de la partie centrale de l'oblast de Nijni Novgorod. Il est entouré d'une zone de forêts de conifères et de feuillus et domine la rive gauche de la rivière Stepanovka à 112 mètres d'altitude.
Climat
Le climat est caractérisé comme continental tempéré, avec des étés courts et chauds et des hivers froids et neigeux. La température annuelle moyenne est de 3,6 °C. La température moyenne de l'air du mois le plus chaud (juillet) est de 18,7 °C (le maximum absolu est de 37 °C) ; le plus froid (janvier) -12°C (minimum absolu -45°C). Les précipitations annuelles moyennes sont d'environ 582 mm, dont 65 % tombent pendant la période chaude.
Fuseau horaire
Son fuseau horaire est celui de l'heure de Moscou, comme tout l'oblast de Nijni Novgorod.

## Population
La population vivant à l'année dans ce petit village est d'une cinquantaine d'habitants dans les années 2020, mais elle s'accroît pendant la période chaude avec des estivants venus des villes et pendant les week-ends.

## Église de la Nativité-de-la-Vierge
Le village est connu pour son église relativement vaste qui dessert les villages environnants. Placée sous le vocable de la Nativité de la Mère de Dieu, avec un autel secondaire consacré à saint Nicolas, elle a été construite en 1823 en style néoclassique. Sa façade occidentale se présente avec un portail dans un portique à la grecque supportant un fronton triangulaire surmonté d'un clocher à trois niveaux. Ensuite l'église est constituée d'une trapeznaïa, puis d'une nef en quadrilatère surmonté d'une coupole éclairée de fenêtres à plein cintre dont les portes de côtés donnent sur des portiques tétrastyles à colonnes toscanes. L'église est entourée d'une grille à piliers de briques. Elle est fermée par les autorités soviétiques en 1937 et rouvre dix ans après. C'est l'une des rares de la région à rester ouverte au culte pendant la fin de l'ère communiste. Elle dépend aujourd'hui du doyenné de Kniaguinino de l'éparchie de Lyskovo.